# Palazzo Castani
Palazzo Castani è un palazzo storico situato nel centro di Milano, in piazza San Sepolcro 9, e oggi sede del Commissariato Centro della Polizia di Stato.

## Storia e descrizione
Il palazzo, la cui struttura risale al XV secolo, è disposto su tre piani; tuttavia la facciata fu quasi completamente rifatta nel XVII secolo: il primo ordine al pian terreno è costituito da uno zoccolo in pietra; il portale, non centrato rispetto alla facciata, è l'unico elemento superstite della vecchia facciata ed è composto da un misto di marmo e pietra di Angera, con alcune decorazioni superstiti in terracotta.
Ai piani superiori si possono notare i timpani spezzati da figure di conchiglie al primo piano, mentre il secondo è decorato con balconcini mistilinei in ferro battuto. All'interno si trova il cortile porticato su tre lati: tali portici presentano volte a crociera e sono composti da archi a tutto sesto in cotto che poggiano su colonne corinzie.
Il palazzo divenne celebre per esser stato la sede della Federazione Fasci Milanesi: dal nome della piazza peraltro derivò il nome di Sansepolcrismo.
Attualmente è sede di commissariato della polizia italiana